# Tidigare Yan
Yan, känd inom historiografi som Tidigare Yan, (前燕; Qiányàn) var en kinesisk stat vid tiden för De sexton kungadömena. Staten existerade år 337 till 370. Tidigare Yan kontrollerade dagens Hebei och Shandong och delar av dagens Shanxi, Henan, Anhui, Jiangsu och Liaoning.
Efter att Jindynastin 317 tvingats fly österut etablerade  folkgruppen Xianbei ett självstyre i nordöstra Kina men erkände sig som underställda Jindynastin. Murong Huang utropade sig 337 som kung av Yan (燕) och började expandera sitt territorium österut, och besegrade kungariket Koguryo i dagens Nordkorea. Murong Huang etablerade sin huvudstad i Chaoyang i Liaoning. 348 flyttades huvudstaden till Ji, dagens Peking. Huvudstaden flyttades därefter år 357 till Ye i Hebei.
År 352 erövrade Tidigare Yan staten Ran Wei och kontrollerade därmed hela området norr omg Gula floden. Tidigare Qin erövrade år 370 huvudstaden Ye, och tillfångata Tidigare Yans kejsare, vilket blev slutet för riket.